# Klaus Grebasch
Klaus-Volker Grebasch (* 18. November 1947 in Bahro) ist ein ehemaliger deutscher Fußballspieler.

## Karriere
Der Stürmer spielte ab der Saison 1968/69 in der Staffel Nord für den DDR-Ligisten BSG Stahl Eisenhüttenstadt. In dieser Spielzeit gelang ihm mit Eisenhüttenstadt der Aufstieg in die DDR-Oberliga, wobei Grebasch in seinen sechs Einsätzen ein Tor erzielte. In der Folgesaison kam er zu 11 Pflichtspieleinsätzen mit einem Treffer. Als Tabellenletzter folgte der sofortige sportliche Wiederabstieg in die DDR-Liga und dort zu Beginn der Spielzeit 1970/71 wegen „unstatthafter materieller Zuwendungen“ der Zwangsabstieg in die Bezirksliga Frankfurt (Oder).
Nach dem Wiederaufstieg gelang ihm 1971/72 mit Eisenhüttenstadt der 2. Platz in der Ligastaffel B; in der Aufstiegsrunde zur Oberliga konnte sich die Mannschaft jedoch nicht durchsetzen. Anschließend wechselte Grebasch zur BSG Energie Cottbus, wo er zum Stammspieler wurde. In der Spielzeit 1972/73 gelang nach dem 2. Platz in der Ligastaffel B auch ein gleicher Platz in der Aufstiegsrunde, wobei Grebasch beim 1:1 gegen die ASG Vorwärts Stralsund mit einem Elfmeter an Dieter Schönig scheiterte. "Keule" Grebasch kam in sämtlichen 30 Spielen zum Einsatz und schoss dabei sieben Tore.
In der Oberligaspielzeit 1973/74 spielte Grebasch in 25 der 26 Spiele, kam jedoch nur auf drei Treffer. Als Schlusslicht der Oberliga folgte der Abstieg in die Zweitklassigkeit. In dieser Spielzeit erreichte Cottbus im FDGB-Pokal das Halbfinale, wo man gegen den FC Carl Zeiss Jena ausschied. In der Ligasaison 1974/75 stand Grebasch in 28 der 30 Pflichtspiele auf dem Platz und erzielte 14 Tore. Die Cottbusser dominierten die Ligastaffel D und kamen auch in der Aufstiegsrunde auf einen aufstiegsberechtigten 2. Rang.
Grebasch stand in Spielzeit 1975/76 in allen 26 Oberligaspielen auf dem Platz und schoss dabei sechs Tore. Das Oberligajahr beendeten die Cottbusser jedoch erneut als Tabellenletzter. Nach dem Abstieg verließ Grebasch die Cottbusser und wechselte 1976 zum Bezirksligisten BSG Motor Robur Zittau. Dort etablierte er sich im Mittelfeld und spielte in den Jahren 1978/79 und 1981/82 jeweils für eine Saison in der zweithöchsten Spielklasse. 1986 beendete Klaus Grebasch seine aktive sportliche Laufbahn.
Grebasch lebt in Zittau. Er ist verheiratet und hat drei Kinder, sein Sohn Kai Grebasch fungiert als Pressesprecher der Stadt Zittau. Zusammen mit seiner Frau Christine betrieb er von 1976 bis zum 20. Dezember 2018 in Zittau ein Textilreinigungsunternehmen. Er lebt heute als Rentner in Zittau.